# Лукас Джейд Зуманн
Лукас Джейд Зуманн (англ. Lucas Jade Zumann народився 12 грудня 2000) — американський актор. Він зіграв Майло у фільмі жахів Sinister 2, Джеймі Філдса в інді-комедійно-драмачному фільмі «Жінки 20-го століття» та Гілберта Блайта у фільмі «Енн» з Е.

## Зноски
1. ↑  Lucas Jade Zumann. issuemagazine.com. Процитовано 8 лютого 2024.